# TOI-849
TOI-849는 지구로부터 730광년 떨어진 곳에 위치한 항성이다. 2020년에 새로이 발견된 항성이다.

## 설명
TOI-849는 태양과 같은 G형 주계열성인 항성이 된다. 이 항성은 현재까지 발견된 외계 행성들 중에서 지구와 같은 암석형 행성들 중에 가장 큰 행성으로 알려진 TOI-849 B를 자신의 행성으로 두고 있다. 현재까지는 알려진 행성이 TOI-849 B밖에 없지만 추후에 이 항성을 돌고 있는 행성계를 더 관측하면 이 항성의 골디락스 존이라고 불리는 생명체 거주가능 영역에서 생명체 활동에 적합하고 지구와 유사한 환경을 가진 지구형 행성이 발견될 수 있을 것으로 추측된다. TOI-849는 자신이 거느린 행성인 TOI-849 B와 함께 발견된 항성으로서 태양과 매우 비슷한 특징과 온도를 가진 항성이 된다.

## 같이 보기
- 항성
- G형 주계열성
- 천문학